# 漫畫圖書館
漫畫圖書館，泛指非以營利為目的，主要館藏為漫畫或收藏大量漫畫，提供公眾於館內自由瀏覽的圖書館。由於大部份的圖書館藏書範圍會刻意避開漫畫類書籍，只要漫畫類的館藏超過2000本（一間小型的漫畫出租店的書量），即堪稱「漫畫圖書館」。

## 列表
台灣

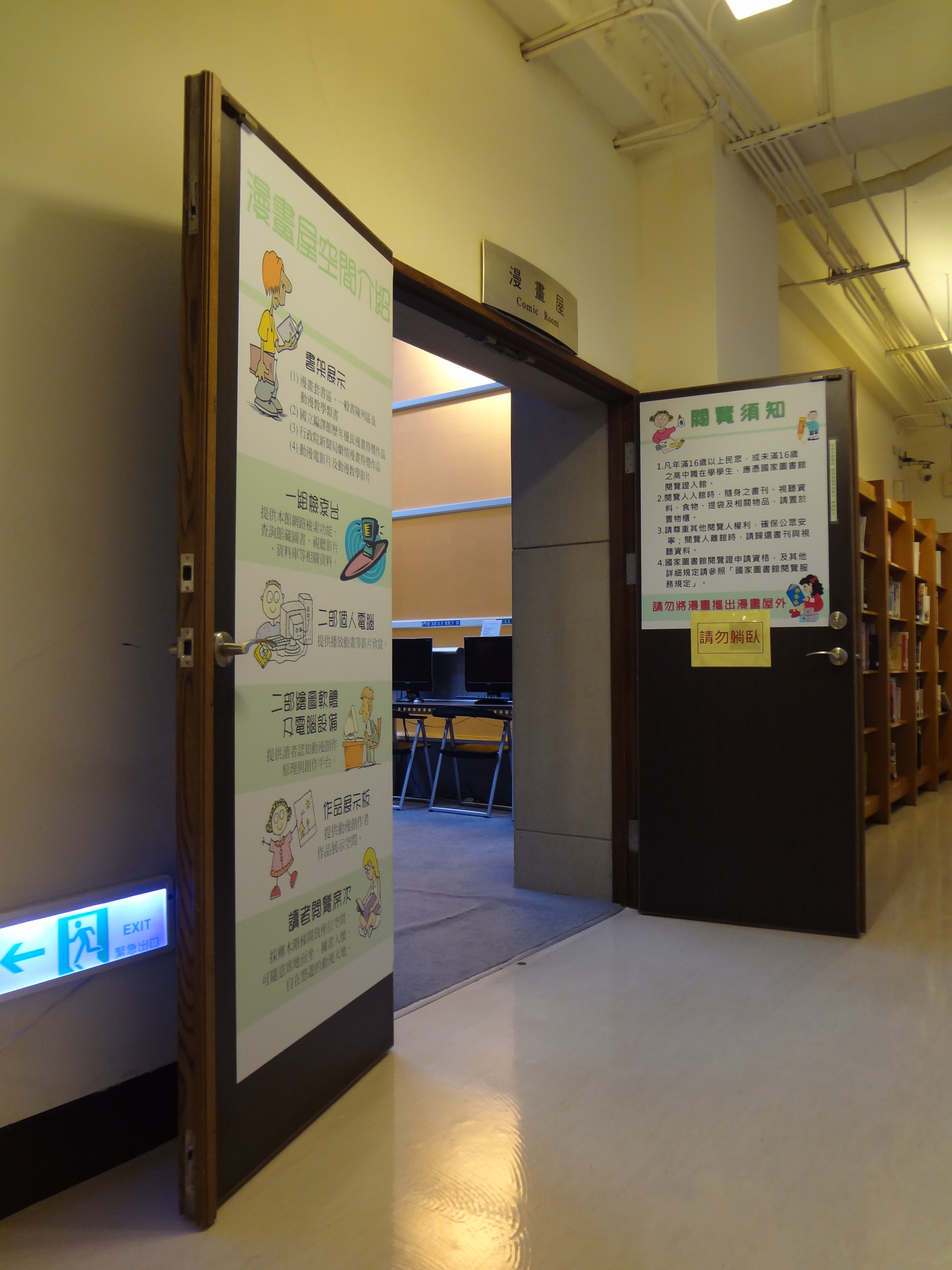
國家圖書館藝術暨視聽資料中心三樓「漫畫屋」

- 臺北市立圖書館中崙分館，為台灣第一個以漫畫為特色的公共圖書館。[1]
- 臺北行天宮附設玄空圖書館敦化總館，地下一樓的右側為「漫畫小站」區
- 高雄市立圖書館鹽埕分館
- 國家圖書館藝術暨視聽資料中心三樓「漫畫屋」[2]
- 國立交通大學圖書館

日本
- 廣島市漫畫圖書館
- 現代漫畫圖書館
- 東京國際漫畫圖書館[3]
- 京都國際漫畫博物館

中国大陆
- 东莞图书馆漫画馆